# 厄尔河畔茹伊
厄尔河畔茹伊（法語：Jouy-sur-Eure，法語發音：[ʒwi syʁ œʁ]）是法国厄尔省的一个市镇，位于该省东部，属于埃夫勒区。

## 地理
厄尔河畔茹伊（49°2'58"N, 1°18'9"E）面积9.8 平方千米，位于法国诺曼底大区厄尔省，该省份为法国北部内陆省份，北起滨海塞纳省，西接奧恩省和卡爾瓦多斯省，南至厄尔-卢瓦省，东临瓦兹省、瓦兹河谷省和伊夫林省。
与厄尔河畔茹伊接壤的市镇（或旧市镇、城区）包括：尚布赖、方丹苏茹伊、戈谢勒、阿当库尔科什雷勒、乌尔贝克科什雷勒、米斯雷。

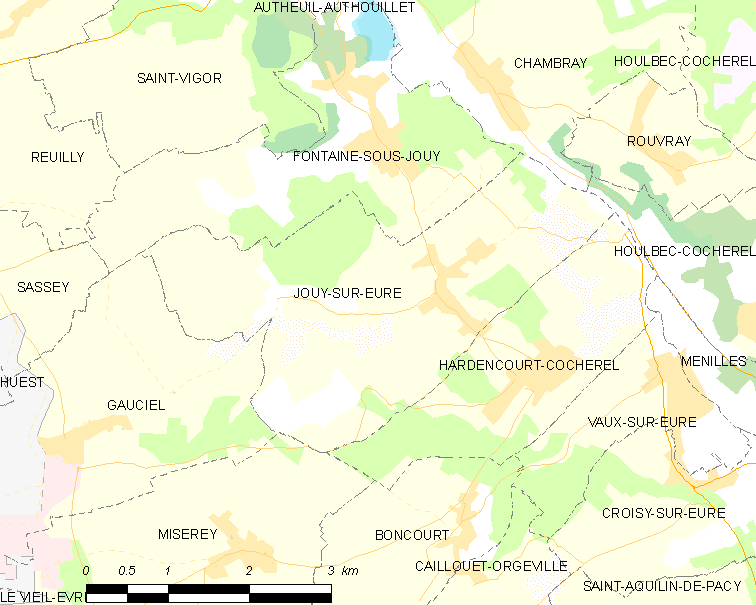
厄尔河畔茹伊的OSM定位图

厄尔河畔茹伊的时区为UTC+01:00、UTC+02:00（夏令时）。

## 行政
厄尔河畔茹伊的邮政编码为27120，INSEE市镇编码为27358。

## 政治
厄尔河畔茹伊所属的省级选区为厄尔河畔帕西县。

## 人口

1962-2008年间厄尔河畔茹伊人口变化图示

厄尔河畔茹伊于2022年1月1日时的人口数量为558人。